# Liste des routes d'État de Caroline du Sud
Voici une liste des routes d'État en Caroline du Sud. Ces routes sont entretenues par le South Carolina Department of Transportation (SCDOT).

## Liste des routes d'État actuelles
| Numéro | Longueur (mi) | Longueur (km) | Terminus sud / ouest                                                                                                 | Terminus nord / est                                                                               | Créée | Notes                                                                                       |
| ------ | ------------- | ------------- | --- | ------------------------------------------------------------------------------------------------- | ----- | ------------------------------------------------------------------------------------------- |
| SC 2   | 3,94          | 6,34          | US 21 / US 176 / US 321 à Cayce                                                                                      | US 378 à West Columbia                                                                            | 1922  |                                                                                             |
| SC 3   | 96,31         | 155,00        | US 278 / Mill Pond Road à Grays                                                                                      | US 321 à Swansea                                                                                  | 1928  |                                                                                             |
| SC 4   | 54,43         | 87,60         | US 78 près d'Aiken                                                                                                   | US 21 / US 601 près de Wilkinson Heights                                                          | 1922  |                                                                                             |
| SC 5   | 51,72         | 83,23         | US 521 près de Van Wyck                                                                                              | I-85 / SC 198 à Blacksburg                                                                        | 1922  |                                                                                             |
| SC 6   | 116,09        | 186,83        | US 76 à Ballentine                                                                                                   | US 52 / Main Street Extension à Moncks Corner                                                     | 1922  |                                                                                             |
| SC 7   | 5,92          | 9,53          | US 17 à Charleston                                                                                                   | US 52 / US 78 à North Charleston                                                                  | 1956  |                                                                                             |
| SC 8   | 44,03         | 70,86         | US 276 près de Cleveland                                                                                             | US 25 / SC 418 à Ware Place                                                                       | 1928  |                                                                                             |
| SC 9   | 259,57        | 417,74        | SC 65 à Cherry Grove Beach                                                                                           | NC 9 à la frontière avec la Caroline du Nord                                                      | 1922  |                                                                                             |
| SC 10  | 22,79         | 36,68         | SC 28 près de McCormick                                                                                              | US 25 Bus. / US 178 / SC 34 à Greenwood                                                           | 1922  |                                                                                             |
| SC 11  | 119,85        | 192,88        | I-85 près de Fair Play                                                                                               | SC 150 à Gaffney                                                                                  | 1922  |                                                                                             |
| SC 12  | 28,25         | 45,46         | US 1 à West Columbia                                                                                                 | I-20 / US 601 près de Lugoff                                                                      | 1940  |                                                                                             |
| SC 14  | 59,24         | 95,34         | US 76 Bus. à Laurens                                                                                                 | I-26 / Landrum Road à Landrum                                                                     | 1942  |                                                                                             |
| SC 16  | 9,55          | 15,37         | SC 48 à Columbia | US 176 / Clement Road à Columbia                                                                  | 1964  |                                                                                             |
| SC 18  | 39,04         | 62,83         | US 176 / SC 18 Truck / SC 215 à Union                                                                                | NC 18 à la frontière avec la Caroline du Nord                                                     | 1938  |                                                                                             |
| SC 19  | 28,75         | 46,27         | Savannah River Site près de New Ellenton                                                                             | US 25 / SC 121 près de Trenton                                                                    | 1922  |                                                                                             |
| SC 20  | 53,21         | 85,63         | Washington Street / Trinity Street à Abbeville                                                                       | McBee Avenue / River Street / Richardson Street à Greenville                                      | 1922  |                                                                                             |
| SC 22  | 29,39         | 47,30         | US 501 près de Cool Spring                                                                                           | US 17 / Kings Road près de Briarcliffe Acres                                                      | 2001  | Sera intégrée à l'I-73                                                                      |
| SC 23  | 47,06         | 75,74         | US 221 / SC 28 à Modoc                                                                                               | US 1 à Batesburg-Leesville                                                                        | 1929  |                                                                                             |
| SC 24  | 30,66         | 49,34         | US 76 / US 123 / Oak Street à Westminster                                                                            | US 29 Bus. / US 76 / US 178 / SC 28 Bus. / SC 81 à Anderson                                       | 1938  |                                                                                             |
| SC 27  | 19,51         | 31,40         | SC 61 à Givhans | US 176 près de Sandridge                                                                          | 1929  |                                                                                             |
| SC 28  | 131,22        | 211,18        | SR 28 à la frontière avec la Géorgie près de Mountain Rest SR 28 à la frontière avec la Géorgie près de Beech Island | SR 28 à la frontière avec la Géorgie près de Clarks Hill US 278 / SC 125 à Beech Island           | 1922  |                                                                                             |
| SC 30  | 3,05          | 4,94          | SC 171 à James Island                                                                                                | Lockwood Drive à Charleston                                                                       | 1995  | Sera intégrée à l'I-526                                                                     |
| SC 31  | 28,10         | 45,22         | SC 707 près de Socastee                                                                                              | SC 9 à Little River                                                                               | 2002  | Sera intégrée à l'I-74                                                                      |
| SC 33  | 19,36         | 31,16         | US 301 / US 601 / SC 4 / Andrew Dibble Street à Orangeburg                                                           | SC 267 près de Lone Star                                                                          | 1922  |                                                                                             |
| SC 34  | 185,93        | 299,23        | US 25 Bus. / US 178 Bus. / SC 10 à Greenwood                                                                         | US 301 / US 501 / SC 9 / SC 57 à Dillon                                                           | 1922  |                                                                                             |
| SC 35  | 5,63          | 9,06          | I-77 à Cayce | US 378 / Seminole Drive à Columbia                                                                | 1996  |                                                                                             |
| SC 37  | 15,43         | 24,83         | US 278 près de Barnwell                                                                                              | SC 39 près de Springfield                                                                         | 1922  |                                                                                             |
| SC 38  | 43,69         | 70,32         | US 501 près de Sellers                                                                                               | NC 38 à la frontière avec la Caroline du Nord                                                     | 1922  |                                                                                             |
| SC 39  | 100,89        | 162,37        | US 278 / Savannah Drive près de Williston                                                                            | US 221 à Cold Point                                                                               | 1922  |                                                                                             |
| SC 41  | 121,50        | 195,50        | US 17 / Dingle Road à Mount Pleasant                                                                                 | NC 41 à la frontière avec la Caroline du Nord                                                     | 1938  |                                                                                             |
| SC 45  | 76,06         | 122,41        | US 17 / South Pinckney Street à McClellanville                                                                       | US 15 / US 176 à Wells                                                                            | 1923  |                                                                                             |
| SC 46  | 17,33         | 27,89         | US 321 près de Hardeeville                                                                                           | US 278 / Waterford Drive près de Bluffton                                                         | 1939  |                                                                                             |
| SC 47  | 5,74          | 9,24          | US 301 près d'Oaks Crossroads                                                                                        | SC 6 / SC 47 Truck / SC 267 à Elloree                                                             | 1929  |                                                                                             |
| SC 48  | 28,98         | 46,64         | US 21 / US 76 / US 176 / US 321 à Columbia                                                                           | US 601 à Wateree                                                                                  | 1930  |                                                                                             |
| SC 49  | 79,52         | 127,97        | US 221 / Smith Road à Watts Mills                                                                                    | NC 49 à la frontière avec la Caroline du Nord                                                     | 1938  |                                                                                             |
| SC 51  | 70,65         | 113,70        | US 701 près de Georgetown US 21 près de Fort Mill                                                                    | US 76 / Evans Street à Florence NC 51 à la frontière avec la Caroline du Nord                     | 1926  |                                                                                             |
| SC 53  | 11,90         | 19,15         | US 378 près de Shiloh                                                                                                | SC 403 à Hobbs Crossroads                                                                         | 1926  |                                                                                             |
| SC 55  | 20,99         | 33,78         | SC 5 près de Kings Creek                                                                                             | SC 49 / SC 274 / Lake Wylie Road près de Lake Wylie                                               | 1929  |                                                                                             |
| SC 56  | 67,30         | 108,31        | SC 39 près de Chappells                                                                                              | US 176 aux limites entre Southern Shops et Valley Falls                                           | 1926  |                                                                                             |
| SC 57  | 25,88         | 41,65         | SC 41 / SC 41 Alt. à Fork                                                                                            | Fairley Road à la frontière avec la Caroline du Nord                                              | 1929  |                                                                                             |
| SC 58  | 12,52         | 20,15         | SC 341 à South Lynchburg                                                                                             | US 301 / US 378 à Turbeville                                                                      | 1940  |                                                                                             |
| SC 59  | 15,70         | 25,26         | I-85 / Lakeshore Drive près de Fair Play                                                                             | US 76 / US 123 / SC 28 à Seneca                                                                   | 1942  |                                                                                             |
| SC 60  | 5,16          | 8,30          | SC 6 / Bush River Road près d'Irmo                                                                                   | US 176 aux limites entre St. Andrews et Columbia                                                  | 1929  |                                                                                             |
| SC 61  | 67,05         | 107,91        | SC 30 à Charleston                                                                                                   | US 78 près de Farrells Crossroads                                                                 | 1923  |                                                                                             |
| SC 63  | 28,20         | 45,38         | US 278 / Hickory Hill Road à Varnville                                                                               | SC 64 Bus. à Walterboro                                                                           | 1924  |                                                                                             |
| SC 64  | 73,73         | 118,66        | Dunbarton Boulevard / Technology Drive à Snelling                                                                    | US 17 à Jacksonboro                                                                               | 1926  |                                                                                             |
| SC 65  | 4,71          | 7,58          | US 17 à North Myrtle Beach                                                                                           | SC 9 à Cherry Grove Beach                                                                         | 1981  |                                                                                             |
| SC 66  | 18,55         | 29,85         | SC 56 près de Joanna                                                                                                 | SC 72 à Whitmire                                                                                  | 1933  |                                                                                             |
| SC 67  | 15,46         | 24,88         | US 378 / Walker Road près de McCormick                                                                               | US 25 / US 178 près de Greenwood                                                                  | 1934  |                                                                                             |
| SC 68  | 15,33         | 24,67         | US 278 à Almeda | US 17 / US 21 à Yemassee                                                                          | 1965  |                                                                                             |
| SC 70  | 29,99         | 48,26         | US 278 / SC 64 à Barnwell                                                                                            | US 301 / US 601 près de Cordova                                                                   | 1936  |                                                                                             |
| SC 71  | 14,98         | 24,11         | SC 20 à Abbeville | SC 81 près de Lowndesville                                                                        | 1926  |                                                                                             |
| SC 72  | 124,86        | 200,94        | SR 72 à la frontière avec la Géorgie                                                                                 | SC 122 à Rock Hill                                                                                | 1942  |                                                                                             |
| SC 75  | 8,11          | 13,05         | SC 5 / SC 75 Truck / Riverside Road à Van Wyck                                                                       | NC 75 à la frontière avec la Caroline du Nord                                                     | 1938  |                                                                                             |
| SC 79  | 9,34          | 15,03         | SC 9 / Brickyard Road près de Bennettsville                                                                          | NC 79 à la frontière avec la Caroline du Nord                                                     | 1938  |                                                                                             |
| SC 80  | 5,62          | 9,05          | SC 14 / SC 101 Truck / Tandem Drive à Greer                                                                          | US 29 / SC 290 Truck / Gary Armstrong Road à Greer                                                | 2002  |                                                                                             |
| SC 81  | 80,89         | 130,18        | SC 28 près de Lethia                                                                                                 | SC 124 à Greenville                                                                               | 1926  |                                                                                             |
| SC 83  | 4,82          | 7,76          | SC 381 près de Clio                                                                                                  | NC 83 à la frontière avec la Caroline du Nord                                                     | 1938  |                                                                                             |
| SC 86  | 12,09         | 19,46         | SC 8 / Sitton Road près d'Easley                                                                                     | US 25 / Sandy Springs Road près de Golden Grove                                                   | 1938  |                                                                                             |
| SC 88  | 14,35         | 23,09         | North Broad Street à Pendleton                                                                                       | SC 8 près de Piedmont                                                                             | 1939  |                                                                                             |
| SC 90  | 23,11         | 37,19         | US 378 Truck / US 501 Bus. / US 701 Truck / SC 90 Truck à Red Hill                                                   | US 17 / Fairway Drive à Little River                                                              | 1929  |                                                                                             |
| SC 92  | 16,46         | 26,49         | SC 101 à Gray Court                                                                                                  | SC 49 près de Cross Anchor                                                                        | 1926  |                                                                                             |
| SC 93  | 19,76         | 31,80         | US 76 / SC 28 à Clemson                                                                                              | US 123 à Easley                                                                                   | 1964  |                                                                                             |
| SC 97  | 89,80         | 144,52        | US 521 / US 601 à Camden                                                                                             | SC 5 à Kings Creek                                                                                | 1926  |                                                                                             |
| SC 99  | 9,22          | 14,84         | US 21 / SC 200 à Great Falls                                                                                         | SC 9 près de Richburg                                                                             | 1936  |                                                                                             |
| SC 101 | 56,52         | 90,96         | US 76 / Neeley Ferry Road à Hickory Tavern                                                                           | SC 11 / SC 912 près de Tigerville                                                                 | 1928  |                                                                                             |
| SC 102 | 25,55         | 41,12         | US 15 / Patrick Highway à North Hartsville                                                                           | SC 9 à Chesterfield                                                                               | 1936  |                                                                                             |
| SC 105 | 33,22         | 53,46         | SC 49 près de Robat                                                                                                  | I-85 / Hyatt Street à Gaffney                                                                     | 1940  |                                                                                             |
| SC 107 | 15,29         | 24,61         | SC 28 près de Mountain Rest                                                                                          | NC 107 à la frontière avec la Caroline du Nord                                                    | 1940  |                                                                                             |
| SC 109 | 14,52         | 23,37         | SC 145 / Hartsville–Ruby Road à Campbell Crossroads                                                                  | NC 109 à la frontière avec la Caroline du Nord                                                    | 1935  |                                                                                             |
| SC 110 | 9,28          | 14,94         | US 29 à Cowpens | US 221 Alt. / SC 11 près de Chesnee                                                               | 1942  |                                                                                             |
| SC 113 | 13,61         | 21,90         | SC 394 / South Dixie Road près de Salley                                                                             | US 178 / Calks Ferry Road à Fairview Crossroads                                                   | 1937  |                                                                                             |
| SC 114 | 6,36          | 10,24         | SC 18 près de Bonham                                                                                                 | SC 18 / Jerusalem Road près de Jonesville                                                         | 1939  |                                                                                             |
| SC 116 | 3,40          | 5,47          | Laurel Bay Road / Joe Frazier Road à Laurel Bay                                                                      | US 21 / Geiger Boulevard à Marine Corps Air Station Beaufort aux limites entre Burton et Beaufort | 1961  |                                                                                             |
| SC 118 | 13,18         | 21,21         | SC 19 Truck / SC 302 à Aiken                                                                                         | US 78 Truck / SC 4 / SC 302 près d'Aiken                                                          | 1974  |                                                                                             |
| SC 119 | 5,99          | 9,64          | SR 119 à la frontière avec la Géorgie                                                                                | US 321 à Garnett                                                                                  | 1960  |                                                                                             |
| SC 120 | 17,39         | 27,99         | SC 261 à Pinewood | US 76 / US 378 à Sumter                                                                           | 1942  |                                                                                             |
| SC 121 | 134,20        | 215,97        | US 1 / US 25 / US 78 / US 278 / SR 10 / SR 121 à la frontière avec la Géorgie à North Augusta                        | US 21 / SC 322 à Rock Hill                                                                        | 1964  |                                                                                             |
| SC 122 | 5,74          | 9,24          | SC 72 / South Elizabeth Lane à Rock Hill                                                                             | Waterford Park Drive à Rock Hill                                                                  | 1975  |                                                                                             |
| SC 124 | 5,63          | 9,06          | US 123 près de Powdersville                                                                                          | South Main Street à Greenville                                                                    | 1969  |                                                                                             |
| SC 125 | 56,21         | 90,46         | US 278 / US 301 à Allendale                                                                                          | US 25 Bus. / SC 125 Truck à North Augusta                                                         | 1936  |                                                                                             |
| SC 126 | 4,20          | 6,76          | US 25 / SC 121 / Elizabeth Avenus à Belvedere                                                                        | SC 421 à Clearwater                                                                               | 1937  |                                                                                             |
| SC 127 | 3,62          | 5,83          | US 221 près de Laurens                                                                                               | US 76 / US 221 Truck à Laurens                                                                    | 1967  |                                                                                             |
| SC 128 | 2,11          | 3,40          | SC 170 à Port Royal                                                                                                  | US 21 à Port Royal                                                                                | 2012  |                                                                                             |
| SC 129 | 4,97          | 8,00          | Falling Creek Road près de Wellford                                                                                  | US 29 / SC 292 / Locust Street à Lyman                                                            | 1962  |                                                                                             |
| SC 130 | 30,07         | 48,40         | SC 59 à Seneca | NC 281 à la frontière avec la Caroline du Nord                                                    | 1937  |                                                                                             |
| SC 133 | 20,54         | 33,06         | US 76 / US 123 / SC 28 à Clemson                                                                                     | SC 11 dans le Parc d'État de Keowee-Toxaway                                                       | 1937  |                                                                                             |
| SC 135 | 20,92         | 33,67         | US 178 près de Liberty                                                                                               | SC 9 près de Pumpkintown                                                                          | 1939  |                                                                                             |
| SC 137 | 8,41          | 13,54         | SC 93 à Norris | SC 183 près de Six Mile                                                                           | 1940  |                                                                                             |
| SC 145 | 26,15         | 42,08         | US 1 près de McBee                                                                                                   | NC 145 à la frontière avec la Caroline du Nord                                                    | 1961  |                                                                                             |
| SC 146 | 33,45         | 53,83         | US 276 à Greenville                                                                                                  | SC 56 à Cross Anchor                                                                              | 1942  |                                                                                             |
| SC 150 | 33,58         | 54,04         | SC 56 près de Glenn Springs                                                                                          | NC 150 à la frontière avec la Caroline du Nord                                                    | 1940  |                                                                                             |
| SC 151 | 52,85         | 85,05         | US 52 Bus. / SC 34 à Darlington                                                                                      | US 601 / SC 151 Bus. à Pageland                                                                   | 1938  |                                                                                             |
| SC 153 | 11,51         | 18,52         | Brown Road / Old Cleveland Street près de Golden Grove                                                               | Saluda Dam Road près d'Easley                                                                     | 1974  |                                                                                             |
| SC 154 | 16,68         | 26,84         | US 76 / Mayes Open Road à Mayesville                                                                                 | US 15 à Bishopville                                                                               | 1939  |                                                                                             |
| SC 157 | 10,21         | 16,43         | SC 157 Truck / SC 341 à Kershaw                                                                                      | SC 346 près de Catarrh                                                                            | 1942  |                                                                                             |
| SC 160 | 11,04         | 17,77         | NC 160 à la frontière avec la Caroline du Nord                                                                       | US 521 à Indian Land                                                                              | 1942  |                                                                                             |
| SC 161 | 28,91         | 46,53         | US 21 / Cel-River Road à Rock Hill                                                                                   | NC 161 à la frontière avec la Caroline du Nord                                                    | 1929  |                                                                                             |
| SC 162 | 13,54         | 21,79         | SC 174 à Adams Run                                                                                                   | US 17 à Rantowles                                                                                 | 1942  |                                                                                             |
| SC 164 | 2,50          | 4,02          | SC 174 / Willtown Road près d'Hollywood                                                                              | SC 162 à Hollywood                                                                                | 1942  |                                                                                             |
| SC 165 | 28,39         | 45,69         | Cul de sac sur Yonges Island à Meggett                                                                               | US 17 Alt. / Old Light Road à Summerville                                                         | 1940  |                                                                                             |
| SC 170 | 49,01         | 78,87         | SR 25 à la frontière avec la Géorgie                                                                                 | US 21 Bus. / Polk Street à Beaufort                                                               | 1931  |                                                                                             |
| SC 171 | 12,56         | 20,21         | Arctic Avenue à Folly Beach                                                                                          | SC 7 à Charleston                                                                                 | 1956  |                                                                                             |
| SC 172 | 9,00          | 14,48         | US 178 près de North                                                                                                 | SC 6 près de Saint Matthews                                                                       | 1940  |                                                                                             |
| SC 173 | 1,57          | 2,53          | SC 27 / School Street à Ridgeville                                                                                   | US 78 / Myers–Mayo Road près de Ridgeville                                                        | 1940  |                                                                                             |
| SC 174 | 25,73         | 41,41         | Yacht Club Road / Dock Site Road à Edisto Beach                                                                      | US 17 à Osborn                                                                                    | 1936  |                                                                                             |
| SC 177 | 7,82          | 12,59         | SC 9 / Delta Plant Road à Wallace                                                                                    | NC 177 à la frontière avec la Caroline du Nord                                                    | 1961  |                                                                                             |
| SC 179 | 0,67          | 1,08          | US 17 / Graystone Boulevard à Little River                                                                           | NC 179 à la frontière avec la Caroline du Nord                                                    | 1980  |                                                                                             |
| SC 181 | 6,43          | 10,35         | SR 181 à la frontière avec la Géorgie                                                                                | SC 412 à Starr                                                                                    | 1942  |                                                                                             |
| SC 182 | 9,58          | 15,42         | SC 59 / SC 243 à Fair Play                                                                                           | SC 24 à Oakway                                                                                    | 1925  |                                                                                             |
| SC 183 | 53,71         | 86,44         | US 76 / US 123 à Westminster                                                                                         | US 123 à Greenville                                                                               | 1926  |                                                                                             |
| SC 184 | 34,61         | 55,70         | SR 368 à la frontière avec la Géorgie                                                                                | SC 252 / Lower Shady Grove Road près de Ware Shoals                                               | 1925  |                                                                                             |
| SC 185 | 26,92         | 43,32         | US 178 près de Hodges                                                                                                | SC 28 près de Homeland Park                                                                       | 1938  |                                                                                             |
| SC 186 | 14,96         | 24,08         | SC 8 près de Pickens                                                                                                 | US 276 à Slater-Marietta                                                                          | 1939  |                                                                                             |
| SC 187 | 30,33         | 48,82         | SC 184 près d'Iva | US 76 / SC 28 près de Pendleton                                                                   | 1940  |                                                                                             |
| SC 188 | 8,25          | 13,28         | SC 28 / Bountyland Road près de Seneca                                                                               | SC 183 près de Walhalla                                                                           | 1971  |                                                                                             |
| SC 191 | 21,93         | 35,29         | SC 421 / Howlandville Road à Warrenville                                                                             | SC 121 / Hill Top Drive à Johnston                                                                | 1936  |                                                                                             |
| SC 193 | 6,93          | 11,15         | SC 23 / Mt. Alpha Road à Ward                                                                                        | SC 121 / Gabe Road près de Saluda                                                                 | 1937  |                                                                                             |
| SC 194 | 14,69         | 23,64         | US 178 / US 378 à Saluda                                                                                             | SC 391 près de Stoney Hill                                                                        | 1939  |                                                                                             |
| SC 198 | 2,66          | 4,28          | I-85 / SC 5 à Blacksburg                                                                                             | NC 198 à la frontière avec la Caroline du Nord                                                    | 1940  |                                                                                             |
| SC 200 | 42,78         | 68,85         | US 321 / SC 34 à Winnsboro                                                                                           | NC 200 à la frontière avec la Caroline du Nord                                                    | 1938  |                                                                                             |
| SC 201 | 12,55         | 20,20         | SC 20 près d'Abbeville                                                                                               | SC 284 / Level Land Road près d'Antreville                                                        | 1939  |                                                                                             |
| SC 202 | 4,52          | 7,27          | US 76 à Little Mountain                                                                                              | US 176 près de Pomaria                                                                            | 1939  |                                                                                             |
| SC 203 | 7,75          | 12,47         | SC 20 / Trinity Street à Abbeville                                                                                   | SC 185 près d'Arborville                                                                          | 1940  |                                                                                             |
| SC 207 | 9,17          | 14,75         | US 601 / SC 9 à Pageland                                                                                             | NC 207 à la frontière avec la Caroline du Nord                                                    | 1940  |                                                                                             |
| SC 210 | 28,58         | 46,00         | US 21 à Branchville                                                                                                  | SC 6 à Vance                                                                                      | 1964  |                                                                                             |
| SC 211 | 27,38         | 44,06         | SC 150 près de Pacolet                                                                                               | SC 49 à Sharon                                                                                    | 1942  |                                                                                             |
| SC 212 | 5,67          | 9,13          | SC 64 près de Bells Crossroads                                                                                       | US 21 près de Williams                                                                            | 1937  |                                                                                             |
| SC 213 | 21,38         | 34,41         | US 176 / Parr Road près de Peak                                                                                      | US 321 / SC 34 près de Winnsboro Mills                                                            | 1939  |                                                                                             |
| SC 215 | 96,33         | 155,03        | US 21 / US 321 à Columbia                                                                                            | SC 295 / SC 296 à Spartanburg                                                                     | 1928  |                                                                                             |
| SC 216 | 1,22          | 1,96          | Battleground Road à Kings Mountain National Military Park près de Blacksburg                                         | NC 216 à la frontière avec la Caroline du Nord                                                    | 1960  |                                                                                             |
| SC 217 | 15,39         | 24,77         | SC 64 à Lodge | SC 61 près de Canadys                                                                             | 1936  |                                                                                             |
| SC 219 | 9,03          | 14,53         | US 76 / SC 34 à Newberry                                                                                             | US 176 près de Pomaria                                                                            | 1937  |                                                                                             |
| SC 223 | 6,74          | 10,85         | SC 9 / SC 901 près de Richburg                                                                                       | US 21 / W.D. Hattie Lane à Landsford                                                              | 1940  |                                                                                             |
| SC 225 | 5,90          | 9,50          | US 25 / US 178 près de Greenwood                                                                                     | SC 72 Bus. / Calhoun Road près de Greenwood                                                       | 1973  |                                                                                             |
| SC 230 | 20,73         | 33,36         | US 25 / SC 121 / SC 125 à North Augusta                                                                              | SC 25 à West Store Crossroads                                                                     | 1939  |                                                                                             |
| SC 243 | 8,38          | 13,49         | SC 59 / SC 182 à Fair Play                                                                                           | I-85 / SC 24 près de Townville                                                                    | 1940  |                                                                                             |
| SC 245 | 5,06          | 8,14          | US 178 à Kneece | SC 391 / Lodestar Road près de Batesburg-Leesville                                                | 1929  |                                                                                             |
| SC 246 | 28,70         | 46,19         | US 178 à Friendship                                                                                                  | US 178 à Hodges                                                                                   | 1929  |                                                                                             |
| SC 247 | 10,70         | 17,22         | SC 20 / Breazeale Street à Belton                                                                                    | US 25 à Ware Place                                                                                | 1929  |                                                                                             |
| SC 248 | 6,17          | 9,93          | US 178 à Epworth | SC 34 / SC 246 à Ninety Six                                                                       | 1940  |                                                                                             |
| SC 252 | 35,71         | 57,47         | US 76 / US 178 près d'Anderson                                                                                       | US 76 près de Laurens                                                                             | 1938  |                                                                                             |
| SC 253 | 19,66         | 31,63         | SC 124 à Parker | SC 414 / North Tigerville Road à Tigerville                                                       | 1939  |                                                                                             |
| SC 254 | 8,23          | 13,25         | SC 72 Bus. à Greenwood                                                                                               | US 25 près de Cokesbury                                                                           | 1940  |                                                                                             |
| SC 260 | 12,52         | 20,15         | Santee Dam à Eagle Point                                                                                             | SC 261 à Manning                                                                                  | 1939  |                                                                                             |
| SC 261 | 116,96        | 188,23        | US 701 à Yauhannah                                                                                                   | US 521 près de Camden                                                                             | 1923  |                                                                                             |
| SC 262 | 14,75         | 23,74         | US 76 / US 378 / Veterans Road à Columbia                                                                            | US 601 / Westvaco Road à Leesburg                                                                 | 1938  |                                                                                             |
| SC 263 | 5,25          | 8,45          | SC 764 à Eastover | US 76 / US 378 près d'Eastover                                                                    | 1937  |                                                                                             |
| SC 265 | 24,69         | 39,74         | US 601 près de Kershaw                                                                                               | SC 9 près de Ruby                                                                                 | 1926  |                                                                                             |
| SC 267 | 23,20         | 37,34         | US 15 près de Santee                                                                                                 | US 601 / Adams Road près de Wiles Crossroads                                                      | 1940  |                                                                                             |
| SC 268 | 5,63          | 9,06          | SC 265 / Steen Road près de Ruby                                                                                     | SC 9 / SC 109 à Mount Croghan                                                                     | 1940  |                                                                                             |
| SC 269 | 11,95         | 19,23         | SC 215 près de Blythewood                                                                                            | US 321 près de Winnsboro Mills                                                                    | 1942  |                                                                                             |
| SC 274 | 17,54         | 28,22         | NC 274 à la frontière avec la Caroline du Nord                                                                       | SC 322 à Rock Hill                                                                                | 1938  |                                                                                             |
| SC 277 | 8,14          | 13,10         | US 76 à Columbia | I-77 à Dentsville                                                                                 | 1976  |                                                                                             |
| SC 281 | 3,19          | 5,13          | US 21 à Port Royal                                                                                                   | US 21 Bus. à Beaufort                                                                             | 1928  |                                                                                             |
| SC 283 | 17,84         | 28,71         | US 221 / SC 28 / Collier Street à Plum Branch                                                                        | US 25 près d'Edgefield                                                                            | 1939  |                                                                                             |
| SC 284 | 19,59         | 31,53         | SC 81 / Tom Young Bridge Road près de Lowndesville                                                                   | SC 28 / SC 184 près d'Antreville                                                                  | 1940  |                                                                                             |
| SC 288 | 15,26         | 24,60         | US 178 / SC 11 près de Sunset                                                                                        | US 276 à Slater-Marietta                                                                          | 1940  |                                                                                             |
| SC 290 | 30,58         | 49,22         | US 25 près de Slater-Marietta                                                                                        | US 221 à Moore                                                                                    | 1937  |                                                                                             |
| SC 291 | 11,40         | 18,35         | US 25 / White Horse Road Extension à Gantt                                                                           | SC 253 près de Sans Souci                                                                         | 1939  |                                                                                             |
| SC 292 | 13,64         | 21,95         | SC 290 à Duncan | SC 9 près de Boiling Springs                                                                      | 1939  |                                                                                             |
| SC 295 | 16,70         | 26,88         | US 176 / SC 9 près de Pacolet                                                                                        | I-85 Bus. / New Cut Road à Southern Shops                                                         | 1940  |                                                                                             |
| SC 296 | 21,80         | 35,09         | SC 14 à Five Forks                                                                                                   | US 29 à Spartanburg                                                                               | 1940  |                                                                                             |
| SC 300 | 11,46         | 18,44         | US 278 près de Barnwell                                                                                              | US 301 à Ulmer                                                                                    | 1940  |                                                                                             |
| SC 302 | 66,20         | 106,54        | SC 125 près de Spiderweb                                                                                             | US 21 / US 176 / US 321 à Columbia                                                                | 1973  |                                                                                             |
| SC 303 | 13,52         | 21,75         | US 17 près de Green Pond                                                                                             | US 17 Alt. / SC 63 à Walterboro                                                                   | 1929  |                                                                                             |
| SC 304 | 5,88          | 9,46          | Main Street à Hilda                                                                                                  | US 78 Bus. à Blackville                                                                           | 1939  |                                                                                             |
| SC 308 | 10,99         | 17,69         | US 221 à Ora | SC 56 Bus. / SC 72 Bus. à Clinton                                                                 | 1940  |                                                                                             |
| SC 310 | 8,50          | 13,68         | US 176 / SC 453 Truck à Holly Hill                                                                                   | SC 6 près de Vance                                                                                | 1939  |                                                                                             |
| SC 311 | 9,25          | 14,89         | US 176 à Sandridge                                                                                                   | SC 6 près de Cross                                                                                | 1926  |                                                                                             |
| SC 314 | 2,61          | 4,20          | US 15 près de Holly Hill                                                                                             | US 176 près de Holly Hill                                                                         | 1938  |                                                                                             |
| SC 315 | 6,07          | 9,76          | US 17 près de Levy                                                                                                   | SC 170 près de Levy                                                                               | 2013  |                                                                                             |
| SC 319 | 13,21         | 21,26         | US 701 à Homewood | US 501 / St. John Road à Aynor                                                                    | 1951  |                                                                                             |
| SC 322 | 28,05         | 45,14         | SC 49 près de Pinckneyville                                                                                          | US 21 à Rock Hill                                                                                 | 1936  |                                                                                             |
| SC 324 | 13,88         | 22,34         | SC 5 Bus. / SC 161 Bus. à York                                                                                       | SC 72 / SC 121 près de Rock Hill                                                                  | 1940  |                                                                                             |
| SC 327 | 22,62         | 36,41         | US 52 / US 301 à Effingham                                                                                           | I-95 près de Quinby                                                                               | 1942  |                                                                                             |
| SC 329 | 6,35          | 10,22         | SC 105 / McKown's Mountain Road près de Gaffney                                                                      | SC 18 près de East Gaffney                                                                        | 1982  |                                                                                             |
| SC 332 | 18,07         | 29,08         | SC 4 près de Springfield                                                                                             | US 301 / US 601 près de Cope                                                                      | 1929  |                                                                                             |
| SC 333 | 3,34          | 5,38          | US 321 / Daley Road à Scotia                                                                                         | US 601 / Town Hall Avenue à Furman                                                                | 1939  |                                                                                             |
| SC 336 | 13,59         | 21,87         | US 321 / Sand Hills Road à Tillman                                                                                   | SC 462 à Old House                                                                                | 1939  |                                                                                             |
| SC 340 | 10,99         | 17,69         | SC 403 près de Timmonsville                                                                                          | SC 34 / SC 151 à Darlington                                                                       | 1940  |                                                                                             |
| SC 341 | 93,87         | 151,07        | SC 41 / SC 51 à Johnsonville                                                                                         | US 521 Bus. / US 601 à Kershaw                                                                    | 1923  |                                                                                             |
| SC 346 | 12,58         | 20,25         | SC 341 à Bethune | SC 903 / Holley Road près de Catarrh                                                              | 1940  |                                                                                             |
| SC 357 | 15,04         | 24,21         | SC 101 / SC 290 à Greer                                                                                              | US 176 à Campobello                                                                               | 1950  |                                                                                             |
| SC 358 | 3,33          | 5,36          | SC 357 près de Lyman                                                                                                 | SC 129 / SC 292 à Lyman                                                                           | 1950  |                                                                                             |
| SC 362 | 23,06         | 37,11         | SC 212 à Williams | US 78 à Bamberg                                                                                   | 1939  |                                                                                             |
| SC 363 | 13,27         | 21,36         | US 321 près de Luray                                                                                                 | SC 63 près de Varnville                                                                           | 1940  |                                                                                             |
| SC 375 | 9,33          | 15,02         | SC 377 près de Lane                                                                                                  | US 521 à Greeleyville                                                                             | 1949  |                                                                                             |
| SC 377 | 14,56         | 23,43         | SC 375 près de Lane                                                                                                  | SC 261 à Kingstree                                                                                | 1949  |                                                                                             |
| SC 381 | 22,70         | 36,53         | SC 38 à Blenheim | NC 381 à la frontière avec la Caroline du Nord                                                    | 1929  |                                                                                             |
| SC 385 | 11,73         | 18,88         | US 15 / US 401 près de Bennettsville                                                                                 | SC 79 près de Boykin                                                                              | 1970  |                                                                                             |
| SC 389 | 13,73         | 22,10         | US 321 à Neeses | SC 39 à Perry                                                                                     | 1942  |                                                                                             |
| SC 391 | 34,92         | 56,20         | SC 39 à Jones Crossroads                                                                                             | US 76 à Prosperity                                                                                | 1923  |                                                                                             |
| SC 392 | 3,62          | 5,83          | US 1 près de Ridge Spring                                                                                            | SC 23 / SC 39 à Ridge Spring                                                                      | 1926  |                                                                                             |
| SC 394 | 22,37         | 36,00         | SC 4 près de Windsor                                                                                                 | US 178 près de North                                                                              | 1932  |                                                                                             |
| SC 395 | 15,14         | 24,37         | SC 194 près de Saluda                                                                                                | SC 121 à Newberry                                                                                 | 1939  |                                                                                             |
| SC 400 | 12,44         | 20,02         | US 321 / SC 332 à Norway                                                                                             | SC 4 à Edisto                                                                                     | 1942  |                                                                                             |
| SC 402 | 15,68         | 25,24         | Route innommée vers US 17 Alt. / US 52 / Turnaround Court près de Moncks Corner                                      | SC 41 / Steed Creek Road à Huger                                                                  | 1929  | Selon le SCDOT, la route innommée fait partie de la SC 402, mais n'est pas identifiée ainsi |
| SC 403 | 36,48         | 58,71         | SC 341 à Camp Branch                                                                                                 | US 15 / SC 34 à Lees Crossroads                                                                   | 1933  |                                                                                             |
| SC 410 | 17,46         | 28,10         | US 701 à Baxter Forks                                                                                                | NC 410 à la frontière avec la Caroline du Nord                                                    | 1952  |                                                                                             |
| SC 412 | 7,03          | 11,31         | US 29 à Holland Store                                                                                                | SC 81 / First Avenue à Starr                                                                      | 1949  |                                                                                             |
| SC 413 | 17,19         | 27,67         | SC 184 à Iva | US 76 / US 178 / Rutledge Road près de Belton                                                     | 1949  |                                                                                             |
| SC 414 | 17,26         | 27,78         | US 276 près de Slater-Marietta                                                                                       | SC 14 près de Highland                                                                            | 1949  |                                                                                             |
| SC 417 | 21,70         | 34,92         | US 276 à Mauldin | SC 296 près de Reidville                                                                          | 1949  |                                                                                             |
| SC 418 | 24,74         | 39,82         | US 25 / SC 8 à Ware Place                                                                                            | SC 101 / SC 146 / Carlton Duvall Drive près de Woodruff                                           | 1949  |                                                                                             |
| SC 419 | 6,51          | 10,48         | SC 267 près de Wiles Crossroads                                                                                      | Mosley Road / Fort Motte Road / Town Square Street à Fort Motte                                   | 1952  |                                                                                             |
| SC 420 | 4,93          | 7,93          | US 178 / Old Shoals Junction Road à Shoals Junction                                                                  | US 25 Bus. / SC 252 Truck / Honea Path Street à Ware Shoals                                       | 1950  |                                                                                             |
| SC 421 | 10,36         | 16,67         | US 1 / US 78 / US 278 près de Clearwater                                                                             | US 1 / US 78 / Dyches Road à Aiken                                                                | 1951  |                                                                                             |
| SC 430 | 11,74         | 18,89         | SC 23 / SC 23 Truck près d'Edgefield                                                                                 | US 278 / Gold Mine Road près de Saluda                                                            | 1939  |                                                                                             |
| SC 441 | 26,28         | 42,29         | SC 763 / Lynam Road à Millwood                                                                                       | US 15 près de Manville                                                                            | 1940  |                                                                                             |
| SC 453 | 14,93         | 24,03         | US 178 à Harleyville                                                                                                 | SC 45 à Eutawville                                                                                | 1942  |                                                                                             |
| SC 460 | 12,47         | 20,07         | SC 160 près de Tega Cay                                                                                              | SC 160 à Fort Mill                                                                                | 2012  |                                                                                             |
| SC 461 | 3,71          | 5,97          | SC 61 à Charleston                                                                                                   | Bees Ferry Road à Charleston                                                                      | 2011  |                                                                                             |
| SC 462 | 35,92         | 57,81         | US 321 à Robertville                                                                                                 | SC 170 près de Chelsea                                                                            | 1942  |                                                                                             |
| SC 496 | 1,64          | 2,64          | SC 49 à Union | SC 18 à Union                                                                                     | 1986  | Non-indiquée                                                                                |
| SC 512 | 24,25         | 39,03         | US 52 à Cades | SC 513 près de Hopewell                                                                           | 1928  |                                                                                             |
| SC 513 | 8,87          | 14,28         | SC 41 / SC 51 près de Hopewell                                                                                       | SC 261 près de Carters Crossroads                                                                 | 1940  |                                                                                             |
| SC 517 | 3,84          | 6,18          | SC 703 / 14th Avenue à Isle of Palms                                                                                 | US 17 / Greystone Boulevard à Mount Pleasant                                                      | 1993  |                                                                                             |
| SC 522 | 29,62         | 47,67         | SC 97 à Liberty Hill                                                                                                 | NC 522 à la frontière avec la Caroline du Nord                                                    | 1936  |                                                                                             |
| SC 527 | 65,94         | 106,12        | SC 41 près de Warsaw                                                                                                 | SC 341 / Cooper Mill Road à Wisacky                                                               | 1939  |                                                                                             |
| SC 541 | 10,66         | 17,16         | SC 341 près d'Olanta                                                                                                 | US 52 à Coward                                                                                    | 1940  |                                                                                             |
| SC 544 | 13,71         | 22,06         | US 17 Bus. près de Surfside Beach                                                                                    | US 378 Truck / US 501 Bus. / US 701 Truck / French Collins Road à Red Hill                        | 1942  |                                                                                             |
| SC 555 | 14,90         | 23,98         | SC 12 à Columbia | US 21 près de Blythewood                                                                          | 1942  |                                                                                             |
| SC 557 | 6,71          | 10,80         | SC 55 / Ole Cambridge Circle près de Clover                                                                          | SC 49 / SC 274 près de Lake Wylie                                                                 | 1942  |                                                                                             |
| SC 560 | 14,20         | 22,85         | SC 39 à Cross Hill                                                                                                   | US 76 / Line Road à Kinards                                                                       | 1940  |                                                                                             |
| SC 576 | 3,09          | 4,97          | US 76 / Wahee Road près de Marion                                                                                    | US 501 Bus. / SC 41 Alt. près de Marion                                                           | 1973  |                                                                                             |
| SC 602 | 10,69         | 17,20         | SC 6 à Red Bank | Charleston Highway / 13th Street / D Avenue à Columbia                                            | 1940  |                                                                                             |
| SC 641 | 21,56         | 34,70         | US 301 près d'Allendale                                                                                              | SC 64 près de Lodge                                                                               | 1929  |                                                                                             |
| SC 642 | 19,29         | 31,04         | US 17 Alt. près de Summerville                                                                                       | US 52 / US 78 à North Charleston                                                                  | 1939  |                                                                                             |
| SC 651 | 8,27          | 13,31         | US 17 Alt. à Cottageville                                                                                            | SC 61 près de Cottageville                                                                        | 1940  |                                                                                             |
| SC 652 | 10,48         | 16,87         | US 601 à Pineland | US 278 près de Ridgeland                                                                          | 1942  |                                                                                             |
| SC 692 | 9,10          | 14,65         | US 321 / West Fifth Street à Swansea                                                                                 | SC 172 près de North                                                                              | 1942  |                                                                                             |
| SC 700 | 20,38         | 32,80         | Cul-de-sac à Rockville                                                                                               | US 17 à Charleston                                                                                | 1940  |                                                                                             |
| SC 702 | 18,95         | 30,50         | SC 246 près de Ninety Six                                                                                            | SC 39 près de Big Creek                                                                           | 1940  |                                                                                             |
| SC 703 | 10,93         | 17,59         | US 17 à Mount Pleasant                                                                                               | Palm Avenue / 41st Avenue à Isle of Palms                                                         | 1933  |                                                                                             |
| SC 707 | 12,65         | 20,35         | US 17 Bus. à Murrells Inlet                                                                                          | US 17 / Farrow Parkway à Myrtle Beach                                                             | 1949  |                                                                                             |
| SC 742 | 3,51          | 5,65          | SC 145 près de Chesterfield                                                                                          | NC 742 près de Chesterfield                                                                       | 1942  |                                                                                             |
| SC 760 | 1,18          | 1,90          | US 76 / US 378 à Columbia                                                                                            | Traversée au-dessus de Wildcat Creek à Fort Jackson (Columbia)                                    | 1939  |                                                                                             |
| SC 763 | 13,95         | 22,45         | SC 261 à Wedgefield                                                                                                  | US 378 à East Sumter                                                                              | 1928  |                                                                                             |
| SC 764 | 8,95          | 14,40         | US 76 / US 378 près de Horrell Hill                                                                                  | US 601 près d'Eastover                                                                            | 1942  |                                                                                             |
| SC 768 | 4,88          | 7,85          | SC 48 à Arthurtown                                                                                                   | US 76 / US 378 / Hallbrook Drive à Eastmont                                                       | 1980  |                                                                                             |
| SC 769 | 9,59          | 15,43         | SC 4 à Gadsden | US 76 / US 378 à Horrell Hill                                                                     | 1942  |                                                                                             |
| SC 773 | 5,49          | 8,84          | US 76 près de Prosperity                                                                                             | US 176 à Pomaria                                                                                  | 1942  |                                                                                             |
| SC 781 | 3,56          | 5,73          | US 278 près de White Pond                                                                                            | US 78 à White Pond                                                                                | 1940  |                                                                                             |
| SC 802 | 6,69          | 10,77         | US 21 à Beaufort | Coosaw River Drive sur Coosaw Island                                                              | 1942  |                                                                                             |
| SC 823 | 11,14         | 17,93         | SC 81 à Mount Carmel                                                                                                 | SC 72 près d'Abbeville                                                                            | 1940  |                                                                                             |
| SC 901 | 38,73         | 62,33         | SC 200 près de Mitford                                                                                               | SC 161 / SC 274 à Rock Hill                                                                       | 1926  |                                                                                             |
| SC 903 | 27,09         | 43,60         | SC 151 / Catarah Road à Catarrh                                                                                      | US 521 Bus. / SC 200 / Elm Street à Lancaster                                                     | 1926  |                                                                                             |
| SC 905 | 25,61         | 41,22         | US 378 / US 701 à Conway                                                                                             | NC 905 à la frontière avec la Caroline du Nord                                                    | 1937  |                                                                                             |
| SC 908 | 7,61          | 12,25         | US 378 / Woodberry Court près de Brittons Neck                                                                       | SC 41 près de Brittons Neck                                                                       | 1939  |                                                                                             |
| SC 909 | 14,06         | 22,63         | SC 9 près de Rodman                                                                                                  | US 321 à Lowrys                                                                                   | 1940  |                                                                                             |
| SC 912 | 8,35          | 13,44         | US 15 / US 401 / Marlboro Road à Dyers Hill                                                                          | SC 9 près de Bennettsville                                                                        | 1940  |                                                                                             |
| SC 781 | 1,72          | 2,77          | SC 9 Bus. aux limites entre Lancaster Mill et Lancaster                                                              | SC 200 à Springdale                                                                               | 1940  |                                                                                             |
| SC 917 | 39,69         | 63,88         | SC 9 Bus. / SC 410 à Finklea                                                                                         | SC 38 près de Latta                                                                               | 1940  |                                                                                             |
|        |               |               | |                                                                                                   |       |                                                                                             |